# Codice ATCvet QI08
Il codice ATCvet QI08 "Immunologici per Leporidae" è un sottogruppo del sistema di classificazione Anatomico Terapeutico e Chimico, un sistema di codici alfanumerici sviluppato dall'OMS per la classificazione dei farmaci e altri prodotti medici. Il sottogruppo QI08 fa parte del gruppo anatomico QI, farmaci per uso veterinario Immunologici.
Numeri nazionali della classificazione ATC possono includere codici aggiuntivi non presenti in questa lista, che segue la versione OMS.

## QI08A Conigli

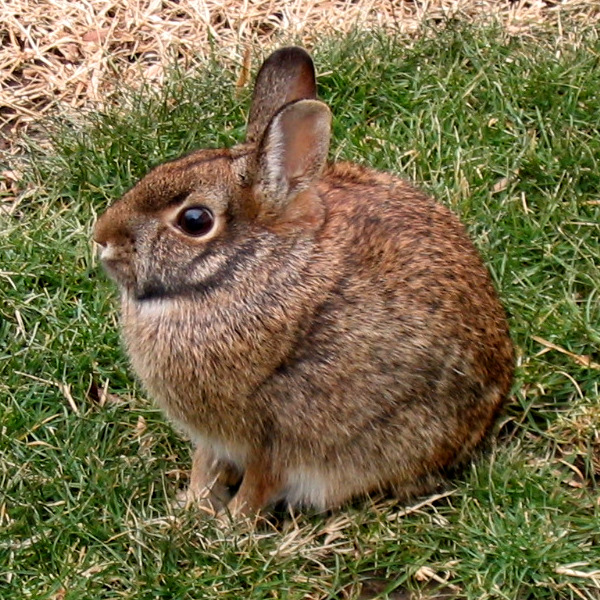
Coniglio

### QI08AA Vaccini inattivati virali vaccines
QI08AA01 Virus emorragico del coniglio
QI08AA02 Virus del cimurro dei conigli

### QI08AB Vaccini inattivati batterici vaccines (inclusi mycoplasma, tossoidi e chlamydia)
QI08AB01 Pasteurella + bordetella
QI08AB02 Pasteurella

### QI08AC Vaccini inattivati batterici vaccines e antisieri
Gruppo vuoto

### QI08AD Vaccini vivi virali vaccines
QI08AD01 Virus del fibroma di Shope
QI08AD02 Mixomatosi virus

### QI08AE Vaccini vivi batterici vaccines
Gruppo vuoto

### QI08AF Vaccini vivi batterici e virali vaccines
Gruppo vuoto

### QI08AG Vaccini vivi e Vaccini inattivati batterici vaccines
Gruppo vuoto

### QI08AH Vaccini vivi e Vaccini inattivati virali vaccines
QI08AH01 Vaccino vivi mixomatosi virus + Vaccini inattivato virus emorragico del coniglio

### QI08AI Vaccini vivi virali e Vaccini inattivati batterici vaccines
Gruppo vuoto

### QI08AJ Vaccini vivi e Vaccini inattivati virali e batterici vaccines
Gruppo vuoto

### QI08AK Vaccini inattivati virali e Vaccini vivi batterici vaccines
Gruppo vuoto

### QI08AL Vaccini inattivati virali e Vaccini inattivati batterici vaccines
Gruppo vuoto

### QI08AM Antisieri, preparazioni di immunoglobuline, e antitossine
Gruppo vuoto

### QI08AN Vaccini vivi antiparassitari vaccines
Gruppo vuoto

### QI08AO Vaccini inattivati antiparassitari vaccines
Gruppo vuoto

### QI08AP Vaccini vivi antifungini vaccines
QI08AQ01 Trichophyton + microsporum

### QI08AQ Vaccini inattivati antifungini vaccines
Gruppo vuoto

### QI08AR Preparazioni diagnostiche in vivo
Gruppo vuoto

### QI08AS Allergeni
Gruppo vuoto

### QI08AT Preparazioni del colostro e sostituti
Gruppo vuoto

### QI08AU Altri vaccini vivi vaccines
Gruppo vuoto

### QI08AV Altri vaccini inattivati vaccines
Gruppo vuoto

### QI08AX Altri immunologici
Gruppo vuoto

## QI08B Lepri

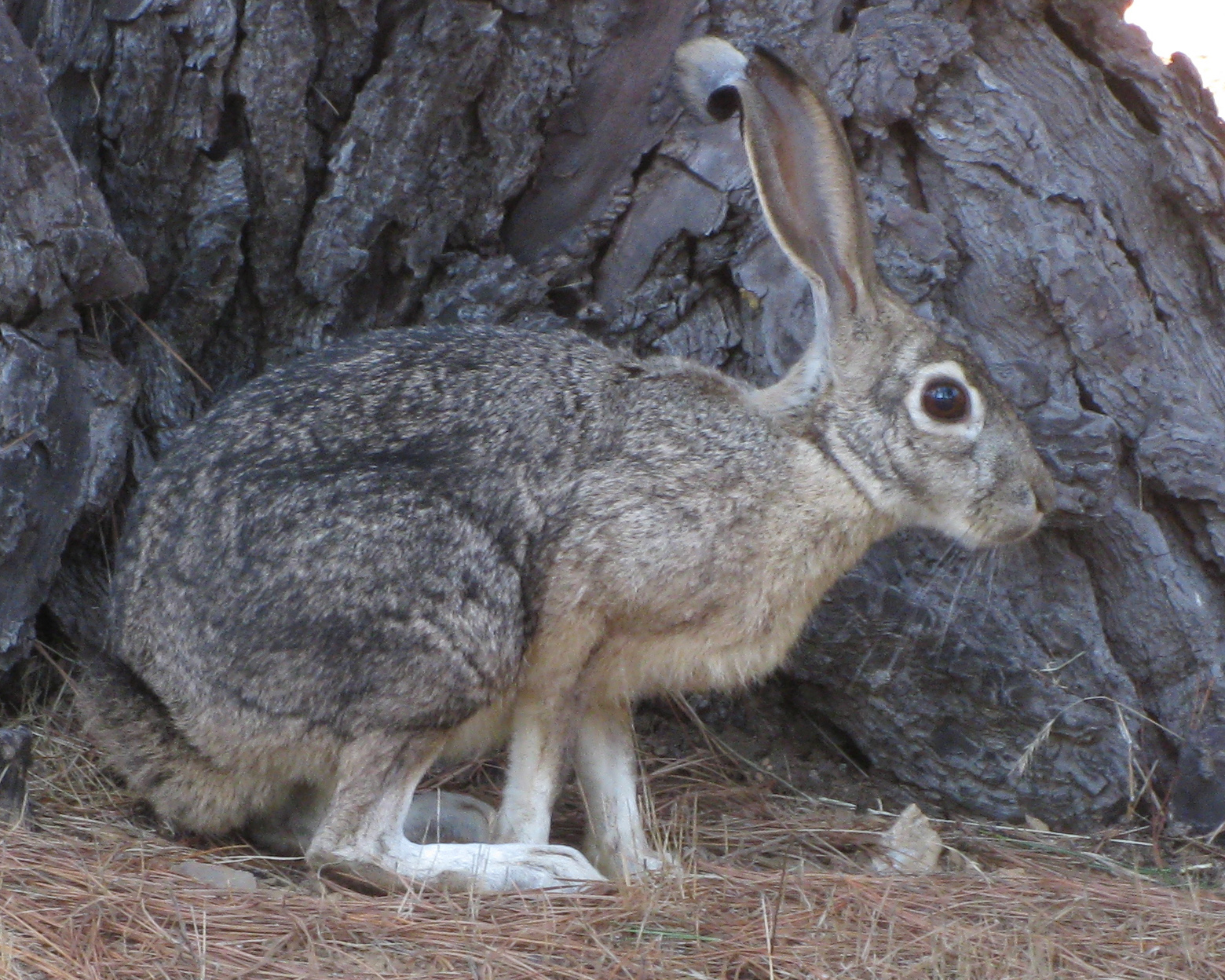
Lepre

Gruppo vuoto

## QI08X Leporidae, altri
Gruppo vuoto